# Jersey

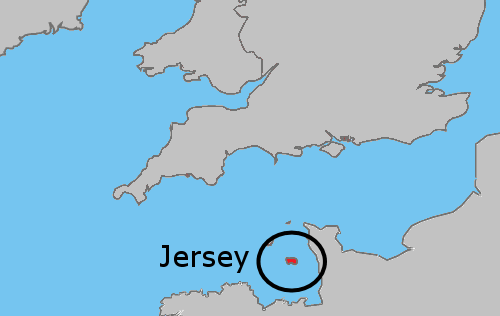
Jersey läge i Engelska kanalen.

Församlingarna i Jersey

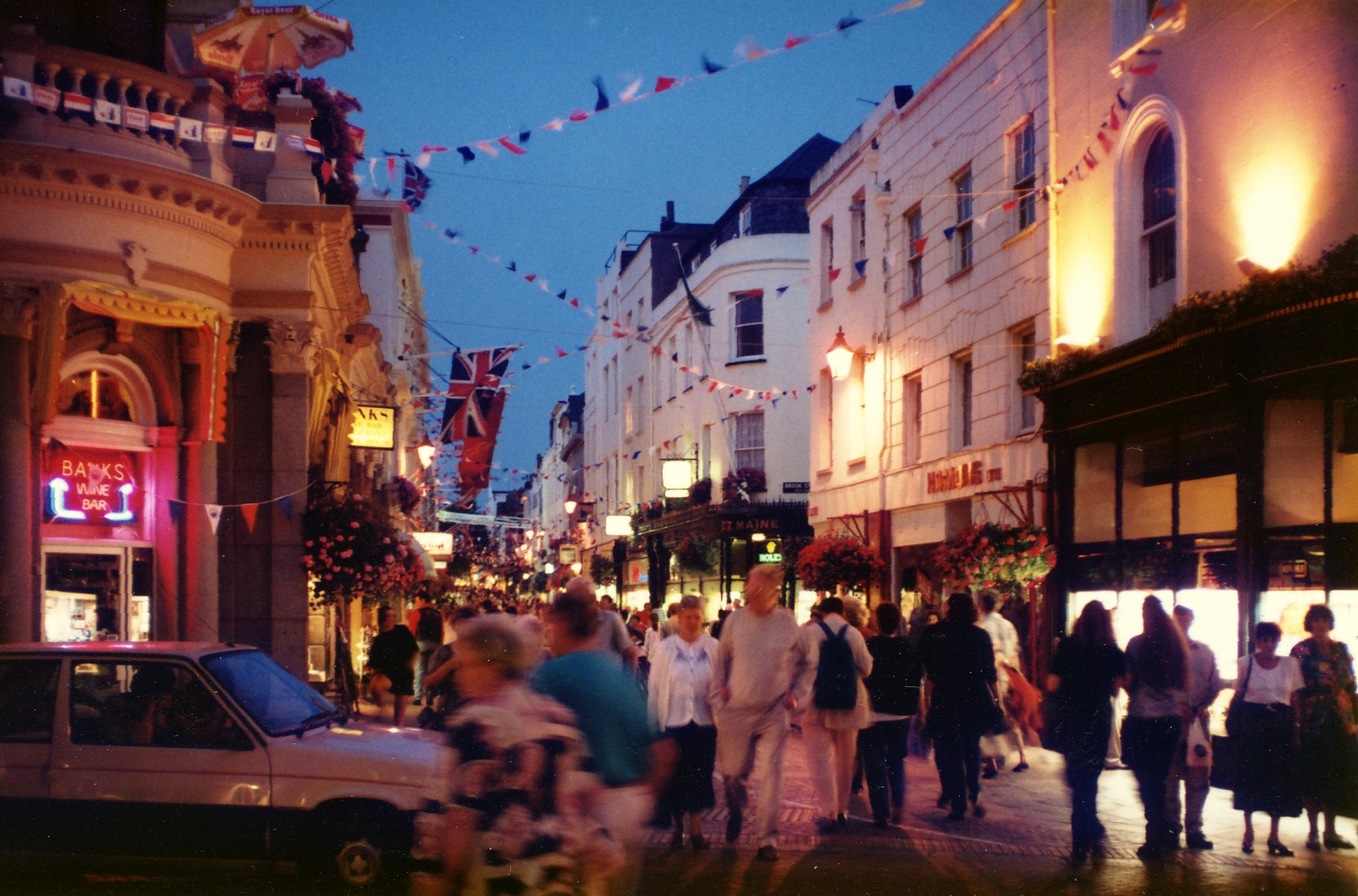
St. Helier på kvällen sommaren 1995.

Jersey (engelskt uttal: /ˈdʒɜ:zi/) är en av Kanalöarna och är belägen utanför Normandies kust. Det är ett självstyrande område (Bailiwick / Balliage) som lyder direkt under den brittiska kronan som kronbesittning (Crown Dependency), och ingår inte i Förenade konungariket Storbritannien och Nordirland. Förutom huvudön Jersey ingår även de små ögrupperna Minquiers och Écréhous som endast tidvis är bebodda. Huvudstad är St. Helier.
Jersey är indelat i tolv kommuner, vars ledare bär titeln Konstapel.
Monarken företräds personligen av en guvernör (Lieutenant Governor / Lieutenant-gouverneur), vilken i praktiken endast har en ceremoniell roll. Högste företrädare på ön är annars en häradshövding (Bailiff / Bailli) som presiderar över öns parlament, och öns kungliga hovdomstol (Royal Court). Storbritannien sköter öns försvar och utrikespolitik.

## Ekonomi
Stora delar av ekonomin är beroende av banksektorn, turism och handel. Genomsnitts BNP ligger klart över utvecklade ekonomier, men detta beror i stor utsträckning på ett fåtal mycket rika som tjänar stora summor. Den genomsnittliga jerseybon har ungefär samma ekonomi som omgivande länder. Jersey är en offshore-ekonomi med utvecklad marknadsekonomi.
57 % av ön är jordbruksmark. Potatis (exempelvis varianten Jersey Royal) och andra grödor odlas, det finns Jerseyko och (traditionellt många) får.

### Skatter
Jersey har låga skattesatser jämfört med EU. På båtarna till/från ön råder skattefrihet. Inkomstskatten på 20% betalas på inkomster som kommer från ön sedan den ockuperats under andra världskriget av Tyskland. 5% moms läggs på varor, vilket gör dyrare varor särskild åtråvärda att köpa på ön. Dock kan det land som en resenär kommer till uppta tull.

### Turism
Ön har en del turistmål exempelvis Mont Orgueil och Jersey Battle of Flowers – en karneval med blominslag. Jersey är en del av gemensamma resezonen tillsammans med UK och Irland.

## Media
På ön finns en reklamradio kallad Channel 103 samt BBC Radio Jersey. Dessa talar i huvudsak engelska.
Tidningen Jersey Evening Post trycks sex dagar i veckan.

## Befolkning
Det bor något över 100 000 personer på ön. Dessa är i huvudsak engelsktalande eller i mindre mån frankofona. Få talar det traditionella språket jèrriais, men ca 10% förstår det. Ca 90 % av befolkningen är kristna, ungefär lika många katoliker som protestanter. En av öns författare Robert Wace skrev Roman de Brut och Roman de Rou som beskriver öns historia. Andra författare är Elinor Glyn, John Lemprière, Philippe Le Sueur Mourant, Robert Pipon Marett och Augustus Asplet Le Gros.

### Utbildning
Högre utbildning finns i form av Highlands College.

## Politik

### Lagstiftande församling
Jerseys lagstiftande församling är Jerseys Ständer (States of Jersey).
Ständerna har 49 folkvalda ledamöter:
- 8 Senatorer, direktvalda för fyra år med hela ön som valkrets. Deras platser innehades tidigare av öns domare.
- 12 Connetabler, direktvalda för fyra år, en i varje kommun; är tillika kommunalråd.
- 29 Deputerade, direktvalda för fyra år i enmansvalkretsar.

Fem ledamöter utan rösträtt är utnämnda av den brittiska kronan:
- Bailiff of Jersey, Lagmannen är lagstiftande församlingens talman. Är även ordförande i öns domstol. Hans utslagsröst avskaffades 2005.
- Lieutenant Governor of Jersey, guvernören eller landshövdingen. Hans vetorätt avskaffades 2005.
- Dean of Jersey, Engelska kyrkans landsprost på ön.
- Attorney General, statsåklagaren.
- Solicitor General, vice statsåklagaren.

### Regering
Ön har länge varit världens enda självstyrande politiska enhet utan någon egentlig regeringschef. All statsförvaltning sköts av ständernas utskott. Sedan 2005 finns det dock ett ministerråd (Council of Ministers) som utövar regeringsmakten. Ministerrådet leds av en Chief Minister som regeringschef, vilken väljs av ständerna genom majoritetsval. Regeringschefen nominerar sedan övriga ministrar som sedan väljs av ständerna. Det händer inte sällan att regeringschefens nominering förkastas och han tvingas lämna ett nytt förslag.

### Partier
Partiväsendet är outvecklat på Jersey. Det finns ett politiskt parti, Jersey Reform Party, med tre ledamöter i ständerna. Övriga ledamöter är partilösa, men grupperar sig löst i en konservativ majoritet och en liberal minoritet.

## Kommunikationer
Jerseys flygplats är öns enda flygplats. Flygplatsens destinationer ligger främst i Storbritannien. Det finns även båttrafik till ön från både England och Frankrike.